# Stazione di Porto Sant'Elpidio
La stazione di Porto Sant'Elpidio è una stazione ferroviaria posta sulla ferrovia Adriatica.
Serve i centri abitati di Porto Sant'Elpidio e Sant'Elpidio a Mare (che dista a 8 km).

## Storia
Dalla primavera del 2018 sono attivi i lavori che fanno parte del progetto di riqualificazione dopo la nevicata a cavallo tra fine febbraio e inizio marzo 2018, con riverniciatura degli spazi, ammodernamento e riattivazione della sala attesa adiacente alla stazione.